# 47 км (Молдова)
47 км (рос. 47 км, рум. 47 km) — залізничне селище у Слободзейському районі Молдови (невизнана Придністровська Молдавська Республіка). Входить до складу Чобруцької сільської ради.
| Молдова | Це незавершена стаття з географії Молдови. Ви можете допомогти проєкту, виправивши або дописавши її. |